# 동전주 나들목
동전주 나들목(E.Jeonju IC)은 전북특별자치도 전주시 덕진구 금상동에 설치된 순천완주고속도로의 11번 교차로다.
인근에 전라선 전주역이 있으며, 국도 제26호선을 통해 덕진구 산정동, 완주군 소양면으로 진출할 수 있다. 또한 인후동에서 소양 나들목으로 가는 중간에 이 나들목의 진입로가 있다.

## 연혁
- 2004년 9월 11일 : 2011년까지 나들목 신설을 위해 전주시 도시계획시설 교통광장에 전주시 덕진구 금상동 일대를 동전주 나들목으로 고시[1]
- 2010년 12월 28일 : 순천완주고속도로 완주 ~ 서남원 구간 개통과 함께 영업 개시[2]

## 구조물 정보
- 위치: 전북특별자치도 전주시 덕진구 금상동
- 영업소: 전북특별자치도 전주시 덕진구 수곡길 33-50 (금상동)

## 접속하는 도로
- 국도 제26호선 (전진로)

## 교통량 정보
| 요금소          | 통행량 (대/일) | 통행량 (대/일) | 통행량 (대/일) | 통행량 (대/일) | 통행량 (대/일) | 통행량 (대/일) | 통행량 (대/일) | 통행량 (대/일) | 통행량 (대/일) | 통행량 (대/일) | 각주  |
| 요금소          | 2010년         | 2011년         | 2012년         | 2013년         | 2014년         | 2015년         | 2016년         | 2017년         | 2018년         | 2019년         | 각주  |
| --------------- | -------------- | -------------- | -------------- | -------------- | -------------- | -------------- | -------------- | -------------- | -------------- | -------------- | ----- |
| 동전주 (폐쇄식) | 754            | 1,906          | 2,482          | 2,801          | 3,218          | 3,541          | 3,769          | 3,850          | 3,652          | 3,750          | [ 3 ] |